# Women's World Championship (WWE)
El Women's World Championship (Campeonato Mundial Femenino, en español) es un campeonato mundial femenino de lucha libre profesional creado y utilizado por la compañía estadounidense WWE, en su marca Raw. Actualmente el título se encuentra vacante debido al embarazo de la última campeona, Naomi.
Es uno de los cuatro campeonatos en actividad exclusivos para la división femenina dentro de la compañía, junto con el WWE Women's Championship, el WWE Women's Tag Team  Championship y el NXT Women's Championship, y uno de los cinco nuevos campeonatos creados por la compañía durante 2016. Los combates por el campeonato suelen ser regulares tanto en los shows semanales como en los eventos pago por visión (PPV) y House Shows, además de haber encabezado WrestleMania 35 (junto con el Campeonato Femenino de Raw), y la noche 1 de WrestleMania 37, siendo el evento más grande e importante de WWE.
Como resultado del Draft 2023, los campeonatos femeninos de Raw y SmackDown cambiaron de marcas. En junio de 2023, el Campeonato Femenino de SmackDown fue rebautizado como el Campeonato Mundial Femenino, mientras que el Campeonato Femenino de Raw volvió a su nombre original, Campeonato Femenino de WWE.

## Historia
Debido a que WWE anunció la segunda Extensión de Bandos la cual dividiría al personal distribuidos entre las marca de SmackDown y Raw iniciando con diversas personalidades el 19 de julio de 2016, el único campeonato para la división femenina de la empresa, el Women's Championship fue transferido a la marca Raw puesto que la campeona del título Charlotte fue seleccionada en esta marca, llevándose con ella el campeonato. Dicho esto, fue creado un nuevo campeonato femenil para las mujeres de SmackDown.
En la edición del 23 de agosto del 2016 en SmackDown Live un nuevo título femenino, llamado SmackDown Women's Championship fue anunciado por el gerente general y el comisionado de SmackDown Daniel Bryan & Shane McMahon respectivamente. La primera campeona se decidió en el primer pago por visión de SmackDown Live, Backlash en un Six-Pack Elimination Challenge, entre Natalya, Naomi, Carmella, Becky Lynch, Nikki Bella y Alexa Bliss, resultando Becky Lynch ganadora.
El 12 de febrero de 2017, Naomi consiguió ganar por primera vez el Campeonato Femenino de SmackDown y el primero en el plantel principal. Sin embargo, a solo 9 días haberlo ganado, debió dejarlo vacante por una lesión. Esto marcó de por sí la primera vez en que el cinturón quedara vacante. El estado del título dio hincapié a un combate entre las excampeonas Becky Lynch y Alexa Bliss, el cual fue ganado por esta última.
En 2021, a raíz del Draft, el SmackDown Women's Championship se convirtió en el primer título en ser traspasado a una marca contraria a su nombre, pasado a Raw, seguido por el Raw Women Championship.
Como resultado del Draft 2023, los campeonatos femeninos de Raw y SmackDown cambiaron de marca y no hubo variaciones de título para ninguno de los títulos antes de que los resultados del Draft entraran en vigencia el 8 de mayo. En el episodio del 12 de junio de 2023 de Raw, el oficial de WWE Adam Pearce presentó un nuevo diseño del cinturón para la actual campeona, Rhea Ripley, y el título fue renombrado como Campeonato Mundial Femenino. Esto se produjo después de que el Campeonato Femenino de Raw volviera a su nombre original: Campeonato Femenino de WWE, el 9 de junio en SmackDown.

## Historial de designación de marca
El 23 de agosto de 2016 en SmackDown Live! fue introducido como Campeonato Femenino de SmackDown, siendo puesto en juego por primera vez en la edición de ese año de Backlash, donde lo ganó Becky Lynch, quien se convirtió en la campeona inaugural. El campeonato permaneció como exclusivo de SmackDown hasta 2023, año donde la campeona, Rhea Ripley, fue enviada a Monday Night Raw como resultado del Draft, cambiando su diseño y pasando a llamarse Campeonato Mundial Femenino.
| Fecha de transición | Marca     | Notas |
| ------------------- | --------- | --- |
| 19 de julio de 2016 | SmackDown | La campeona femenina de WWE Charlotte fue reclutada a Raw durante el Draft de WWE 2016. El título pasó a llamarse Campeonato Femenino de Raw después de que SmackDown presentara el Campeonato Femenino de SmackDown. |
| 8 de mayo de 2023   | Raw       | La campeona femenina de SmackDown Rhea Ripley fue reclutada a la marca Raw en el Draft 2023. El título pasó a llamarse Campeonato Mundial Femenino el 12 de junio de 2023.                                            |

## Diseño del cinturón
Como el Campeonato Femenino de SmackDown, el título estaba representado por un cinturón que usaba el «logo de WWE Network» al igual que el Campeonato Femenino de WWE, con la única diferencia de que el fondo de la placa central y los accesorios de las placas laterales predeterminadas eran azules (opuesto al rojo) para simbolizar su exclusividad en SmackDown. Como la mayoría de otros campeonato de WWE, tiene como característica que las placas laterales se pueden personalizar con el logotipo del campeón reinante. Durante el segundo reinado de Naomi, a su título se le colocaron tiras de luces led de varios colores intercambiables alrededor del contorno del logotipo de WWE y el contorno del cinturón para combinar con el «glow», que era parte importante de su personaje.
Cuando el título se convirtió en el Campeonato Mundial Femenino en junio de 2023, adoptó un diseño casi idéntico al Campeonato Mundial de Peso Pesado masculino, aunque más pequeño, con una correa blanca y con dos leyendas arriba y abajo del logo central, la superior dice «World» y la inferior «Women's». También conserva las placas laterales personalizables.

## Campeonas

La última campeona, Naomi.

Inicialmente conocido como Campeonato Femenino de SmackDown y designado para SmackDown, se pactó una lucha para determinar la campeona inaugural, siendo aquel encuentro especial en Backlash. En aquel combate, Becky Lynch resultó ser la ganadora, tras derrotar a Nikki Bella, Naomi, Alexa Bliss, Carmella y Natalya. Desde entonces ha habido 14 distintas campeonas oficiales, repartidas en 31 reinados en total. Becky Lynch, Natalya, Asuka, Rhea Ripley e Iyo Sky son las cinco luchadoras no estadounidenses que han ostentado el título.
El reinado más largo en la historia del título es compartido por Bayley (en su segunda titularidad) y Rhea Ripley (en su primer reinado), ambas con 380 días. En contrapartida, Charlotte Flair posee el reinado más corto, ya que en su cuarto período como campeona solo lo tuvo por 4 minutos y 55 segundos.
Además, en cuanto a los días en total como campeona (un acumulado entre la suma de todos los días de los reinados individuales de cada luchadora), Bayley ocupa el primer lugar, con 520 días como campeona en dos reinados. Le siguen Charlotte Flair (483 días en siete reinados), Rhea Ripley (436 días en dos reinados), Liv Morgan (324 días en dos reinados) y Becky Lynch (311 días en cinco reinados).
La campeona más joven es Alexa Bliss, quien a los 25 años y 117 días derrotó a Becky Lynch en TLC: Tables, Ladders & Chairs el 4 de diciembre de 2016. En contraparte, la campeona de más edad es Becky Lynch, quien a los 37 años y 83 días, el 22 de abril de 2024, ganó un Battle Royal por el título vacante. En cuanto al peso de las campeonas, Bianca Belair es la más pesada con 75 kilogramos, mientras que Alexa Bliss es la más liviana con 46 kilogramos. 
Por último, Charlotte Flair es la luchadora que más reinados posee, con 7. La siguen Becky Lynch, con 5; Naomi, con 3, y Alexa Bliss, Bayley, Ronda Rousey, Liv Morgan y Rhea Ripley, con 2 cada una.

### Campeona actual
Actualmente el título se encuentra vacante desde el 18 de agosto de 2025 debido a que la excampeona Naomi debió renunciar a el a raíz de su embarazo.

### Lista de campeonas
| N.º           | Campeona        | Lucha                    | Lucha                         | Lucha                         | Estadísticas | Estadísticas | Estadísticas      | Notas y referencias |
| N.º           | Campeona        | Fecha                    | Evento                        | Ubicación                     | Reinado      | Días         | Días rec. por WWE | Notas y referencias |
| ------------- | --------------- | ------------------------ | ----------------------------- | ----------------------------- | ------------ | ------------ | ----------------- | --- |
| WWE SmackDown |                 |                          |                               |                               |              |              |                   | |
| 1             | Becky Lynch     | 11 de septiembre de 2016 | Backlash                      | Richmond, Virginia            | 1            | 84           | 84                | Derrotó a Alexa Bliss, Carmella, Naomi, Natalya y Nikki Bella en un Six Pack Challenge Elimination match para convertirse en la campeona inaugural.                                                                                              |
| 2             | Alexa Bliss     | 4 de diciembre de 2016   | TLC: Tables, Ladders & Chairs | Dallas, Texas                 | 1            | 70           | 69                | Fue un Tables match. |
| 3             | Naomi           | 12 de febrero de 2017    | Elimination Chamber           | Phoenix, Arizona              | 1            | 9            | 8                 | [ 8 ] |
| —             | Vacante         | 21 de febrero de 2017    | SmackDown Live                | Ontario, California           | —            | —            | —                 | Debido a una lesión en la pierna de Naomi. |
| 4             | Alexa Bliss     | 21 de febrero de 2017    | SmackDown Live                | Ontario, California           | 2            | 40           | 40                | Derrotó a Becky Lynch por el título vacante. |
| 5             | Naomi           | 2 de abril de 2017       | WrestleMania 33               | Orlando, Florida              | 2            | 140          | 139               | Derrotó a Alexa Bliss, Becky Lynch, Carmella, Mickie James y Natalya. |
| 6             | Natalya         | 20 de agosto de 2017     | SummerSlam                    | Brooklyn, Nueva York          | 1            | 86           | 86                | [ 11 ] |
| 7             | Charlotte Flair | 14 de noviembre de 2017  | SmackDown Live                | Charlotte, Carolina del Norte | 1            | 147          | 146               | Con esto Charlotte se convirtió en la única mujer en ser campeona femenina de Raw, SmackDown Live, NXT y de Divas. |
| 8             | Carmella        | 10 de abril de 2018      | SmackDown Live                | Nueva Orleans, Luisiana       | 1            | 131          | 130               | Usó su oportunidad del Miss Money in the Bank. Éste fue el primer canjeo femenino de la historia. |
| 9             | Charlotte Flair | 19 de agosto de 2018     | SummerSlam                    | Brooklyn, Nueva York          | 2            | 28           | 27                | Derrotó a Carmella y Becky Lynch. |
| 10            | Becky Lynch     | 16 de septiembre de 2018 | Hell in a Cell                | San Antonio, Texas            | 2            | 91           | 91                | [ 15 ] |
| 11            | Asuka           | 16 de diciembre de 2018  | TLC: Tables, Ladders & Chairs | San José, California          | 1            | 100          | 99                | Derrotó a Becky Lynch y Charlotte Flair en el primer TLC match de mujeres de la historia. |
| 12            | Charlotte Flair | 26 de marzo de 2019      | SmackDown Live                | Uncasville, Connecticut       | 3            | 13           | 12                | [ 17 ] |
| 13            | Becky Lynch     | 7 de abril de 2019       | WrestleMania 35               | East Rutherford, Nueva Jersey | 3            | 41           | 41                | Derrotó a Charlotte Flair y Ronda Rousey en un Winner Takes All match, donde el Campeonato Femenino de Raw de Rousey también estuvo en juego. |
| 14            | Charlotte Flair | 19 de mayo de 2019       | Money in the Bank             | Hartford, Connecticut         | 4            | 0            | 0                 | [ 19 ] |
| 15            | Bayley          | 19 de mayo de 2019       | Money in the Bank             | Hartford, Connecticut         | 1            | 140          | 140               | Usó su oportunidad del Miss Money in the Bank. Como consecuencia, se convirtió en la primera Campeona Grand Slam. |
| 16            | Charlotte Flair | 6 de octubre de 2019     | Hell in a Cell                | Sacramento, California        | 5            | 5            | 4                 | [ 21 ] |
| 17            | Bayley          | 11 de octubre de 2019    | SmackDown                     | Paradise, Nevada              | 2            | 380          | 379               | Éste es el reinado más largo de la historia del campeonato (récord compartido con Rhea Ripley). |
| 18            | Sasha Banks     | 25 de octubre de 2020    | Hell in a Cell                | Orlando, Florida              | 1            | 167          | 167               | Fue un Hell in a Cell match. Como consecuencia, se convirtió en la tercera Campeona Grand Slam. |
| 19            | Bianca Belair   | 10 de abril de 2021      | WrestleMania 37               | Tampa, Florida                | 1            | 133          | 132               | [ 24 ] |
| 20            | Becky Lynch     | 21 de agosto de 2021     | SummerSlam                    | Paradise, Nevada              | 4            | 62           | 62                | [ 25 ] |
| 21            | Charlotte Flair | 22 de octubre de 2021    | SmackDown                     | Wichita, Kansas               | 6            | 198          | 197               | Debido al Draft, Becky Lynch y la Campeona femenina de Raw Charlotte Flair, intercambiaron sus campeonatos femeninos ya que ambas luchadoras cambiaron de marca.                                                                                 |
| 22            | Ronda Rousey    | 8 de mayo de 2022        | WrestleMania Backlash         | Providence, Rhode Island      | 1            | 55           | 55                | Fue un I Quit match. |
| 23            | Liv Morgan      | 2 de julio de 2022       | Money in the Bank             | Paradise, Nevada              | 1            | 98           | 97                | Usó su oportunidad del Miss Money in the Bank. |
| 24            | Ronda Rousey    | 8 de octubre de 2022     | Extreme Rules                 | Filadelfia, Pensilvania       | 2            | 83           | 83                | Fue un Extreme Rules match. |
| 25            | Charlotte Flair | 30 de diciembre de 2022  | SmackDown                     | Tampa, Florida                | 7            | 92           | 92                | [ 30 ] |
| WWE Raw       |                 |                          |                               |                               |              |              |                   | |
| 26            | Rhea Ripley     | 1 de abril de 2023       | WrestleMania 39               | Inglewood, California         | 1            | 380          | 379               | En el episodio del 12 de junio de Raw se le entregó a Ripley un nuevo diseño del cinturón y el título fue renombrado como Women's World Championship. Éste es el reinado más largo de la historia del campeonato (récord compartido con Bayley). |
| —             | Vacante         | 15 de abril de 2024      | Raw                           | Montreal, Canadá              | —            | —            | —                 | Debido a una lesión en el hombro de Ripley. |
| 27            | Becky Lynch     | 22 de abril de 2024      | Raw                           | Columbus, Ohio                | 5            | 33           | 32                | Ganó una Battle Royal de 14 mujeres por el título vacante. |
| 28            | Liv Morgan      | 25 de mayo de 2024       | King & Queen of the Ring      | Yeda, Arabia Saudita          | 2            | 226          | 226               | Primera vez que el campeonato se gana fuera de Estados Unidos. |
| 29            | Rhea Ripley     | 6 de enero de 2025       | Raw Premiere en Netflix       | Los Ángeles, California       | 2            | 56           | 56                | [ 34 ] |
| 30            | Iyo Sky         | 3 de marzo de 2025       | Raw                           | Buffalo, Nueva York           | 1            | 132          | 131               | Con este reinado, Sky se convirtió en la décima Campeona Triple Corona y en la séptima Campeona Grand Slam. |
| 31            | Naomi           | 13 de julio de 2025      | Evolution                     | Atlanta, Georgia              | 3            | 36           | 35                | Uso su oportunidad del Miss Money in the Bank y derrotó a Iyo Sky y Rhea Ripley. |
| —             | Vacante         | 18 de agosto de 2025     | Raw                           | Filadelfia, Pensilvania       | —            | —            | —                 | Debido al embarazo de Naomi. |

### Total de días con el título

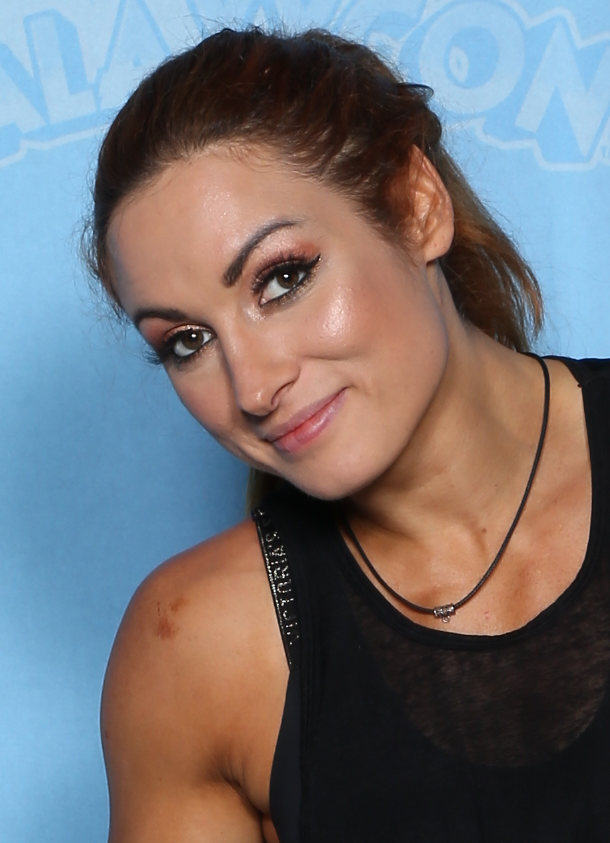
La inaugural y cinco veces campeona, Becky Lynch.

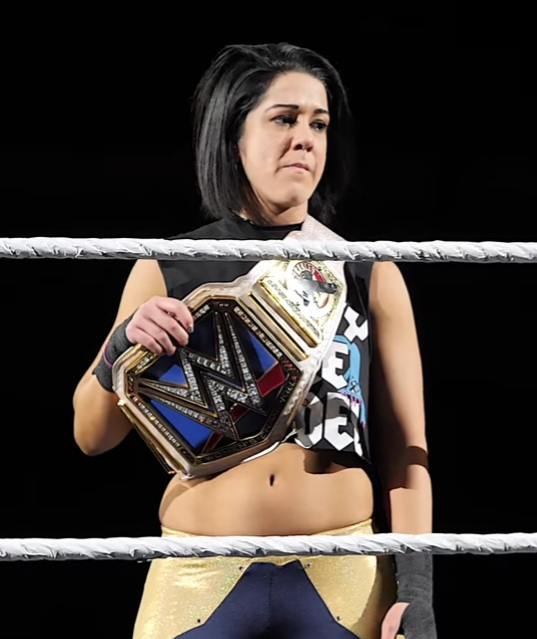
La dos veces campeona Bayley posee el récord combinado más largo, con 520 días (519 reconocidos por WWE), y el individual más prolongado (en empate), con 380 días.

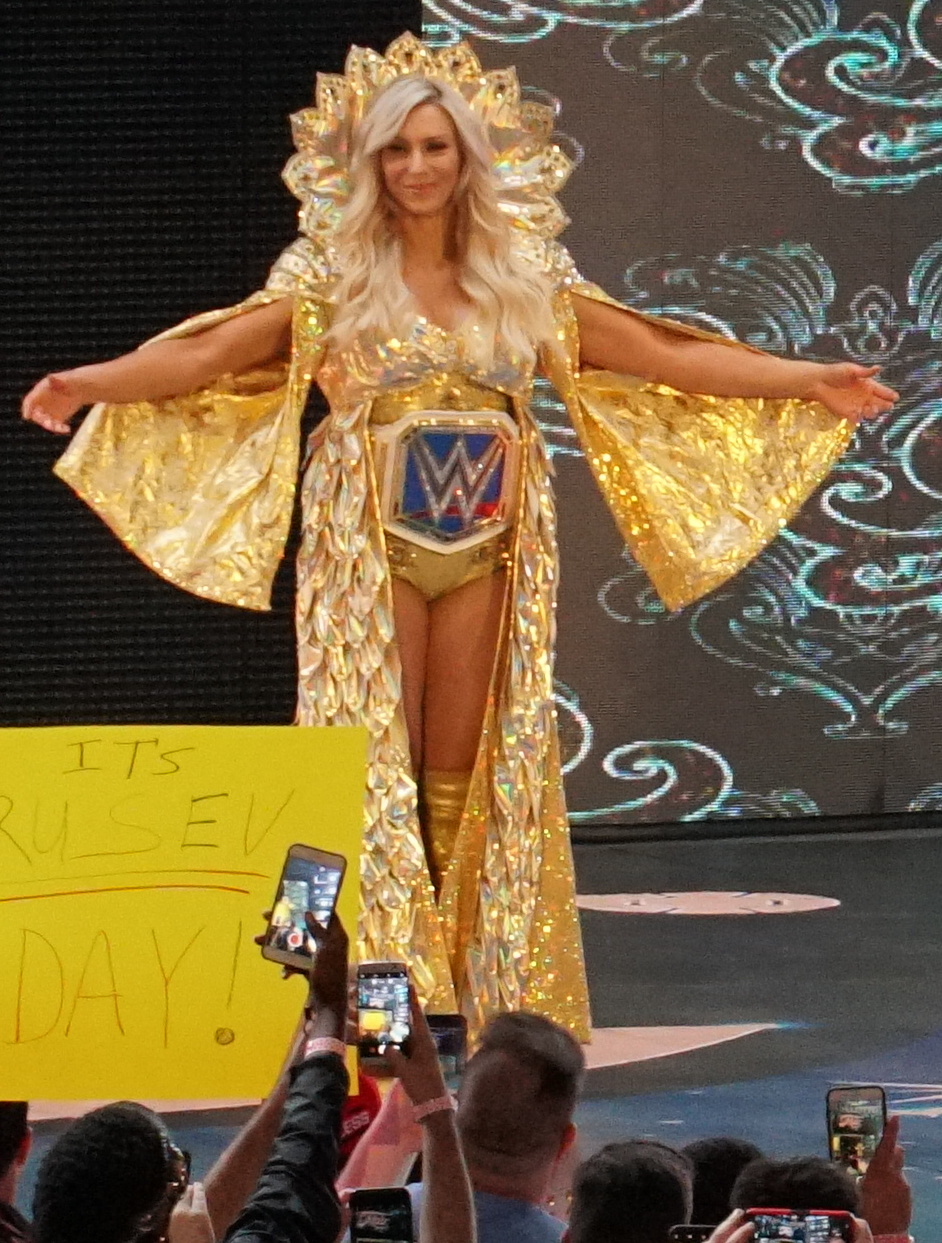
La siete veces campeona a récord Charlotte Flair.

La siguiente lista muestra el total de días que una luchadora ha poseído el campeonato si se suman todos los reinados que posee. Actualizado a la fecha del 20 de agosto de 2025.
| + | Indica a la campeona actual. |

| N.º | Luchadora       | Reinados | Días combinados | Reconocidos por WWE |
| --- | --------------- | -------- | --------------- | ------------------- |
| 1   | Bayley          | 2        | 520             | 519                 |
| 2   | Charlotte Flair | 7        | 483             | 478                 |
| 3   | Rhea Ripley     | 2        | 436             | 435                 |
| 4   | Liv Morgan      | 2        | 324             | 323                 |
| 5   | Becky Lynch     | 5        | 311             | 310                 |
| 6   | Naomi           | 3        | 185             | 182                 |
| 7   | Sasha Banks     | 1        | 167             | 167                 |
| 8   | Ronda Rousey    | 2        | 138             | 138                 |
| 9   | Bianca Belair   | 1        | 133             | 132                 |
| 10  | Iyo Sky         | 1        | 132             | 131                 |
| 11  | Carmella        | 1        | 131             | 130                 |
| 12  | Alexa Bliss     | 2        | 110             | 109                 |
| 13  | Asuka           | 1        | 100             | 99                  |
| 14  | Natalya         | 1        | 86              | 86                  |

### Mayor cantidad de reinados
| Reinados | Luchadora (s)                                              |
| -------- | ---------------------------------------------------------- |
| 7 veces  | Charlotte Flair                                            |
| 5 veces  | Becky Lynch                                                |
| 3 veces  | Naomi                                                      |
| 2 veces  | Alexa Bliss, Bayley, Ronda Rousey, Liv Morgan, Rhea Ripley |